# Lāveh Pāy Tall
Lāveh Pāy Tall (persiska: لاوه پای تل) är en ort i Iran.   Den ligger i provinsen Kohgiluyeh och Buyer Ahmad, i den centrala delen av landet, 500 km söder om huvudstaden Teheran. Lāveh Pāy Tall ligger 1 593 meter över havet och antalet invånare är 275.
Terrängen runt Lāveh Pāy Tall är kuperad norrut, men söderut är den bergig. Runt Lāveh Pāy Tall är det ganska glesbefolkat, med 47 invånare per kvadratkilometer. Närmaste större samhälle är Dīshmūk, 6,3 km nordost om Lāveh Pāy Tall. Omgivningarna runt Lāveh Pāy Tall är i huvudsak ett öppet busklandskap.